# Коцеж-Мощаніцький
Коцеж-Мощаніцький (пол. Kocierz Moszczanicki) — село в Польщі, у гміні Ленкавиця Живецького повіту Сілезького воєводства.
Населення — 1003 особи (2011).
У 1975-1998 роках село належало до Бельського воєводства.

## Демографія
Демографічна структура станом на 31 березня 2011 року:
|          | Загалом | Допрацездатний вік | Працездатний вік | Постпрацездатний вік |
| -------- | ------- | ------------------ | ---------------- | -------------------- |
| Чоловіки | 491     | 96                 | 343              | 52                   |
| Жінки    | 512     | 109                | 304              | 99                   |
| Разом    | 1003    | 205                | 647              | 151                  |